# Geumwa di Buyeo
Hae Geumwa (해금와?, 解金蛙 o 解金蝸?; ... – 7 a.C.) fu il secondo re di Dongbuyeo, un antico regno coreano, dal 48 al 7 a.C. La sua storia è riportata nel Samguk sagi, nel Samguk yusa e nel Libro di re Dongmyeong.

## Biografia
Geumwa era figlio di Hae Buru, re di Dongbuyeo. Secondo il Samguk yusa, Hae Buru era vecchio e senza eredi quando trovò un bambino color oro simile a una rana (o a una lumaca) sotto una grande roccia vicino al lago Gonyeon. Hae Buru chiamò il figlio Geumwa, dal significato di "rana d'oro" (o "lumaca d'oro"), e successivamente lo incoronò principe.
Hae Buru fondò Dongbuyeo quando spostò la capitale a Gaseopwon (가섭원?, 迦葉原?) presso il Mare Orientale.

### Regno
Geumwa divenne re dopo la morte di Hae Buru. Lungo il fiume Ubal, a sud del monte Taebaek, Geumwa incontrò Yuhwa, figlia disconosciuta di Habaek, dio del fiume Amnok, o, secondo altre interpretazioni, il dio del Sole Haebak, e la portò al suo palazzo. Ella fu ingravidata dalla luce del Sole e concepì Jumong. I due figli di Geumwa e Geumwa stesso detestavano Jumong. Geumwa tentò più volte di ucciderlo quando era un adolescente, ma più tardi vi rinunciò, essendo il ragazzo indistruttibile. Successivamente Jumong scappò a Jolbon, in precedenza Bukbuyeo, e qui fondò Goguryeo.
Quando Yuhwa, madre di Jumong, morì, Geumwa la seppellì come una Regina Madre di Goguryeo, a dispetto del fatto che non fu mai regina. Jumong mandò numerosi regali a Geumwa per essersi preso cura di sua madre, e la pace sembrò apparentemente ritornata tra i due regni.

### Morte
Quando Geumwa morì, il regno passò al suo figlio più anziano, Daeso. Re Daeso attaccò Goguryeo durante il regno del suo secondo sovrano, re Yuri. Il terzo capo, Daemusin, attaccò Dongbuyeo e uccise Daeso. Dopo un conflitto interno, Dongbuyeo cadde e il suo territorio fu assorbito da Goguryeo.

## Cultura popolare
- Jun Kwang-ryul interpretò Hae Geumwa nella serie TV MBC del 2006-2007 Jumong.